# Esports World Cup
De Esports World Cup (EWC), in Nederlandstalige media soms het WK E-sports genoemd, is een e-sportcompetitie. De competitie wordt jaarlijks georganiseerd door de Esports World Cup Foundation (EWCF), een non-profit van de overheid van Saoedi-Arabië, en vindt plaats in het op entertainment gerichte gaming- en e-sportdistrict Qiddiya in Riyad.
Het toernooi werd in oktober 2023 officieel aangekondigd door de kroonprins en premier van Saoedi-Arabië, Mohammad bin Salman al-Saoed, in bijzijn van onder meer voetballer Cristiano Ronaldo, FIFA-voorzitter Gianni Infantino, en sportminister Abdulaziz bin Turki Al Saud. De kroonprins, een fervente gamer, had e-sport als belangrijke groeisector aangewezen. De competitie vervangt Gamers8, een toernooi dat ook plaatsvond in Riyad.

## EWC 2024
De eerste editie van de Esports World Cup startte op 3 juli 2024 en duurde bijna acht weken. Het toernooi had een prijzenpot ter waarde van 55 miljoen euro. Er waren 1.500 deelnemers, verspreid waren over ruim 400 teams. Vanuit Nederland deed Team Liquid mee. Er werden 21 computerspellen gespeeld, waaronder Fortnite, EA Sports FC 24, League of Legends, en Call of Duty: Warzone. De Nederlander Manuel Bachoore, die in 2023 wereldkampioen werd in het FIFA-voetbalsimulatiespel, verdedigde er zijn titel.
Vanwege de mensenrechtensituatie in Saoedi-Arabië boycotten sommige teams het evenement, terwijl mensenrechtenorganisaties, zoals Amnesty International, Saoedi-Arabië beschuldigden van sportswashing.

## EWC 2025
De tweede editie van EWC ging van start op 8 juli 2025. Het toernooi vindt plaats tot en met 24 augustus. 2.000 spelers verdeeld over ruim 200 teams nemen deel aan het evenement en concurreren in 25 verschillende spellen. Het prijzengeld betreft 70 miljoen dollar (ongeveer 60,6 miljoen euro).
In december 2024 werd aangekondigd dat online schaken aan het spelprogramma zou worden toegevoegd, met schaakgrootmeester Magnus Carlsen als ambassadeur. EWCF werkt hierbij samen met de schaakwebsite Chess.com. De schaakspelers in het toernooi kwalificeerden zich via de Champions Chess Tour 2025. De Nederlandse grootmeester Anish Giri neemt deel aan het evenement als lid van Team Secret.